# Cyanopepla egregia
Cyanopepla egregia là một loài bướm đêm thuộc phân họ Arctiinae, họ Erebidae.